# Son of Dracula
Son of Dracula (Brasil: O Filho de Drácula) é um filme estadunidense de 1943 dirigido por Robert Siodmak para a Universal Pictures, com Lon Chaney Jr. no papel do filho de Drácula.

## Elenco principal
- Lon Chaney, Jr...Conde Alucard
- Robert Paige...Frank Stanley
- Louise Allbritton...Katherine 'Kay' Caldwell
- Evelyn Ankers...Claire Caldwell
- Frank Craven...Professor Harry Brewster
- J. Edward Bromberg...Professor Lazlo
- Adeline De Walt Reynolds...Madame Queen Zimba
- Patrick Moriarity...Xerife Dawes
- Etta McDaniel...Sarah
- George Irving...Coronel Caldwell

## Sinopse
A história começa quando o Conde Alucard se instala em um povoado do sul dos Estados Unidos. Ali conhece a jovem Katherine, uma misteriosa estudante de fenômenos ocultos, filha de uma família rica. Fascinada com Alucard, Katherine aceita ser sua esposa. Mas a repentina mudança de aparência e as estranhas condutas da nova mulher de Alucard alarmam a Frank Stanley, seu antigo noivo. Junto com o médico local Brewster e com o psicólogo Laszlo, Frank deduz que Alucard é, na verdade, o próprio filho do temido Conde Drácula (era necessário pronunciar o nome ao contrário). Frank deverá destruir o Conde Alucard antes de que ele estenda a maldição de Drácula por toda a América, além de resgatar a bela Katherine.